# Gonabad
Gonabad est une ville située au nord-est de l'Iran, dans la province du Khorasan-e-razavi. Elle possède les plus vieux réseaux de qanat au monde. Il est inscrit depuis 2007 sur la liste indicative des biens que l'Iran souhaite proposer en tant que patrimoine mondial de l'humanité. Plusieurs derviches célèbres sont enterrés à Gonabad.

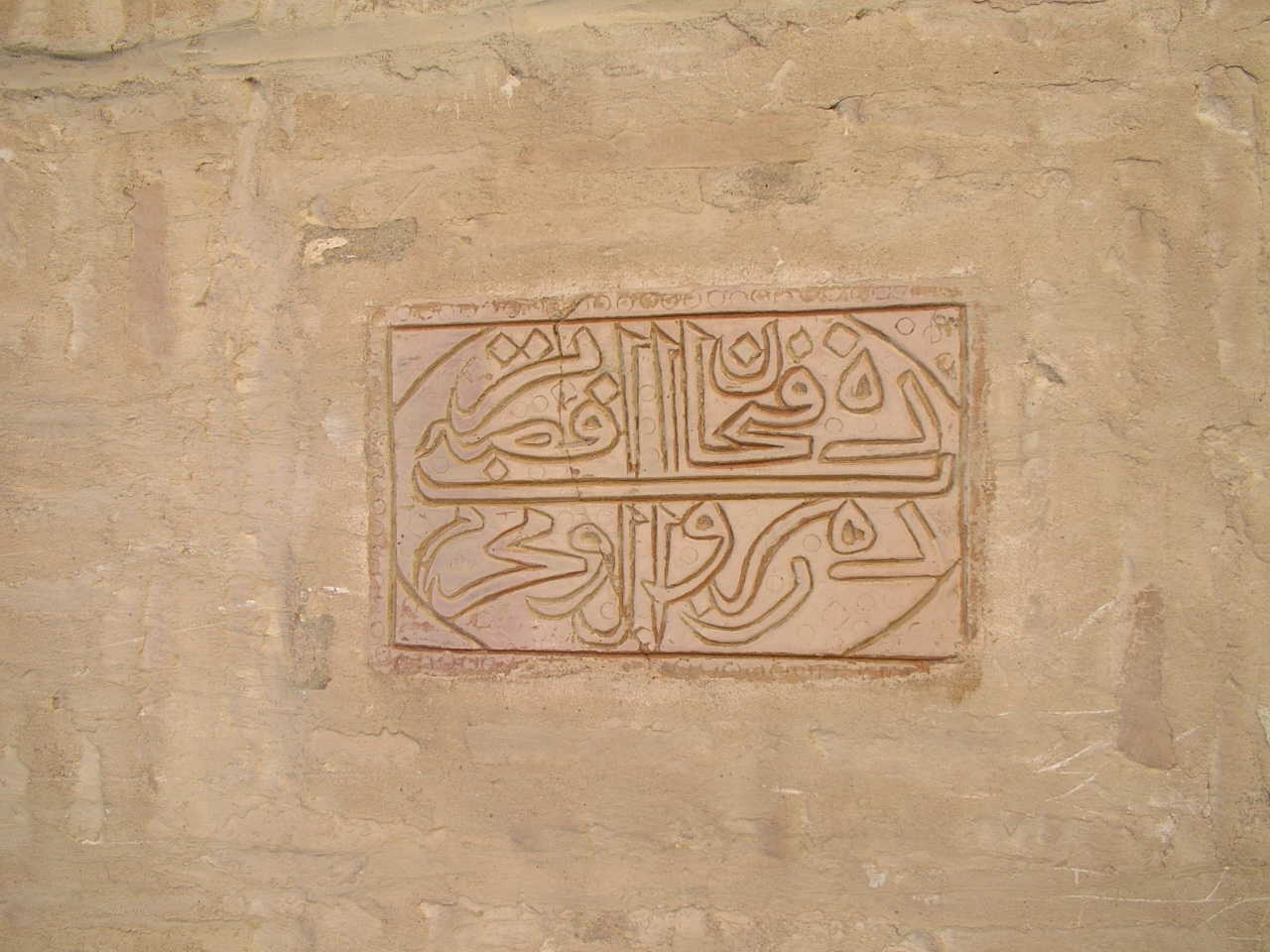
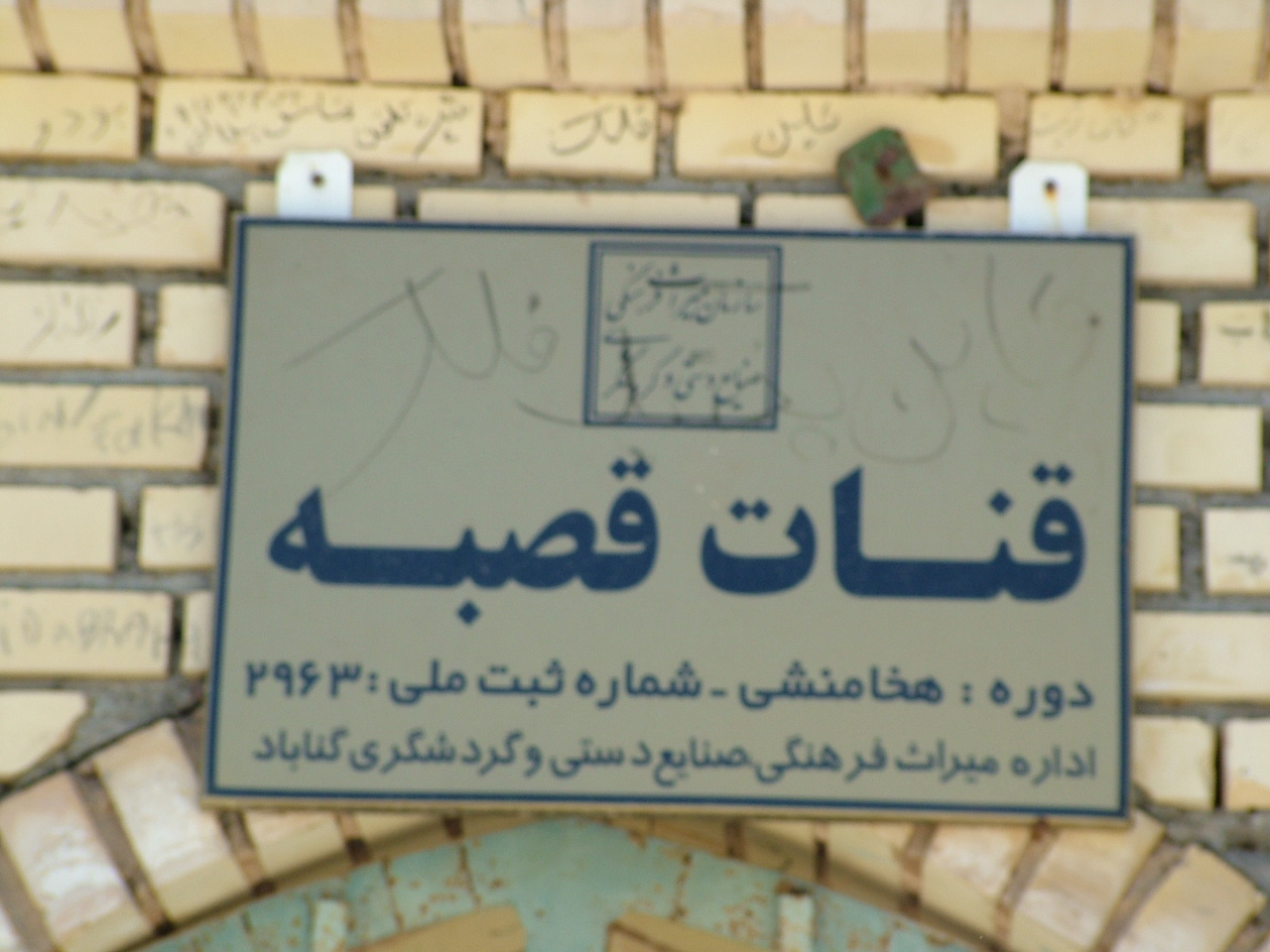
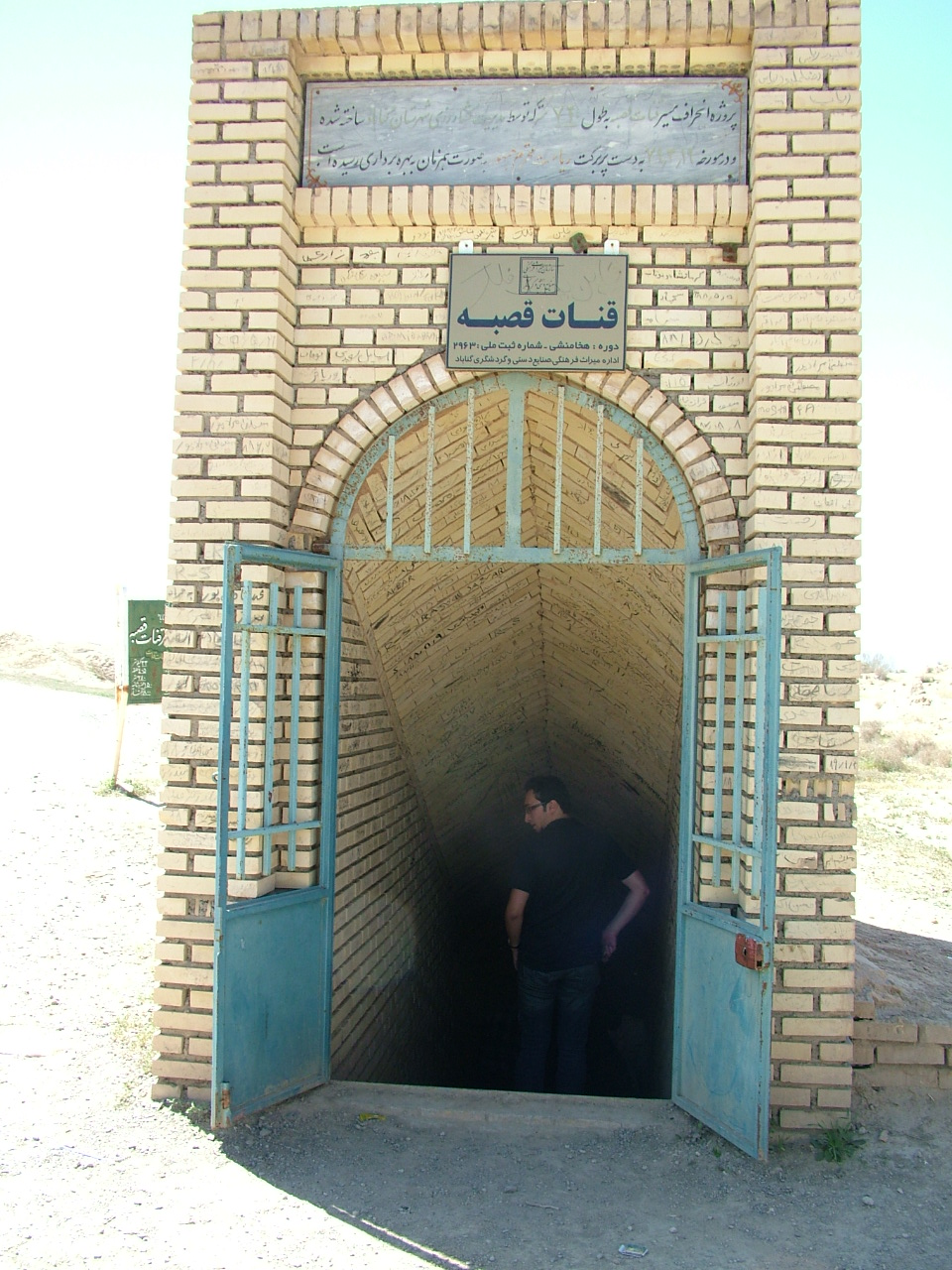
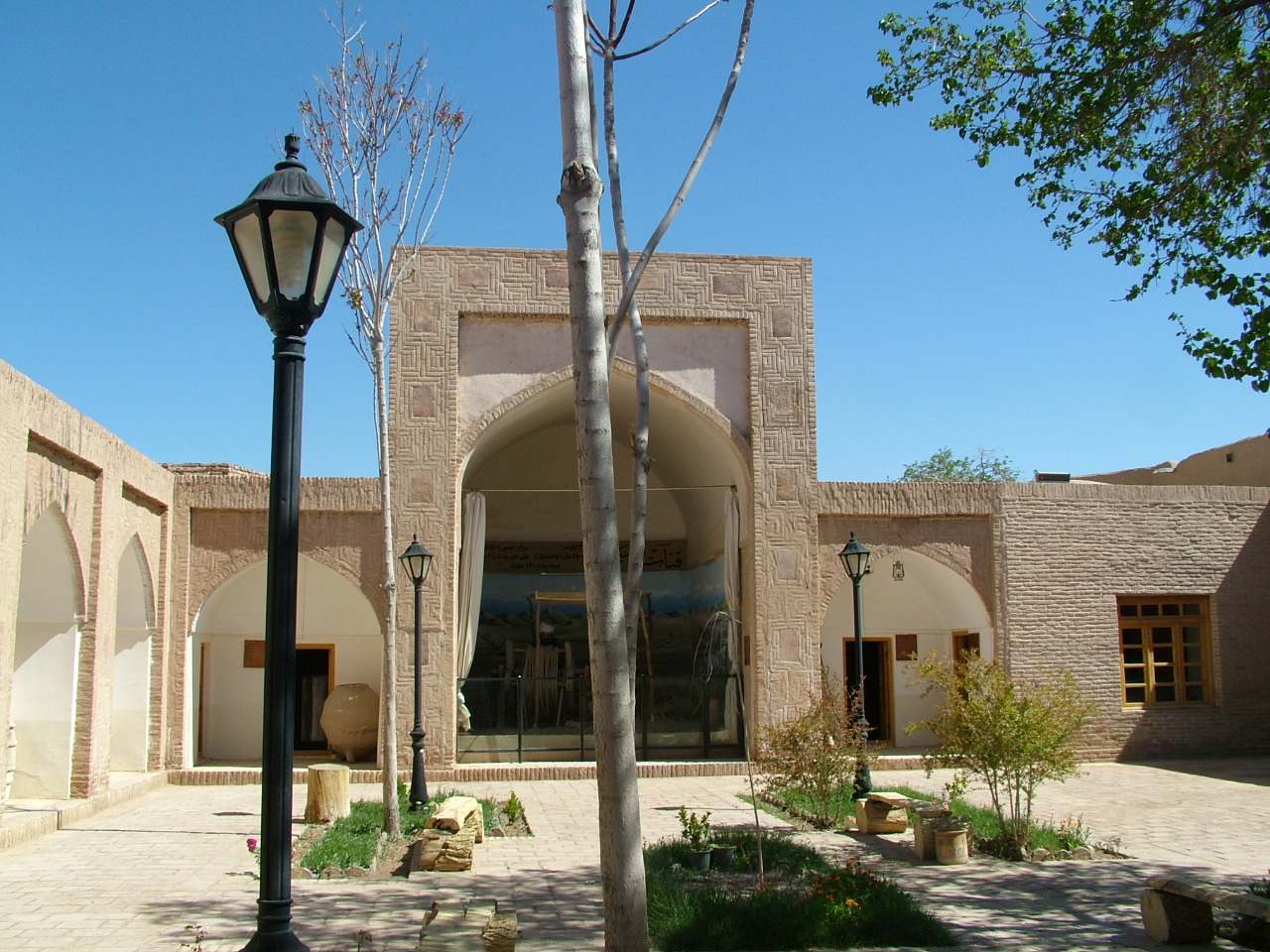
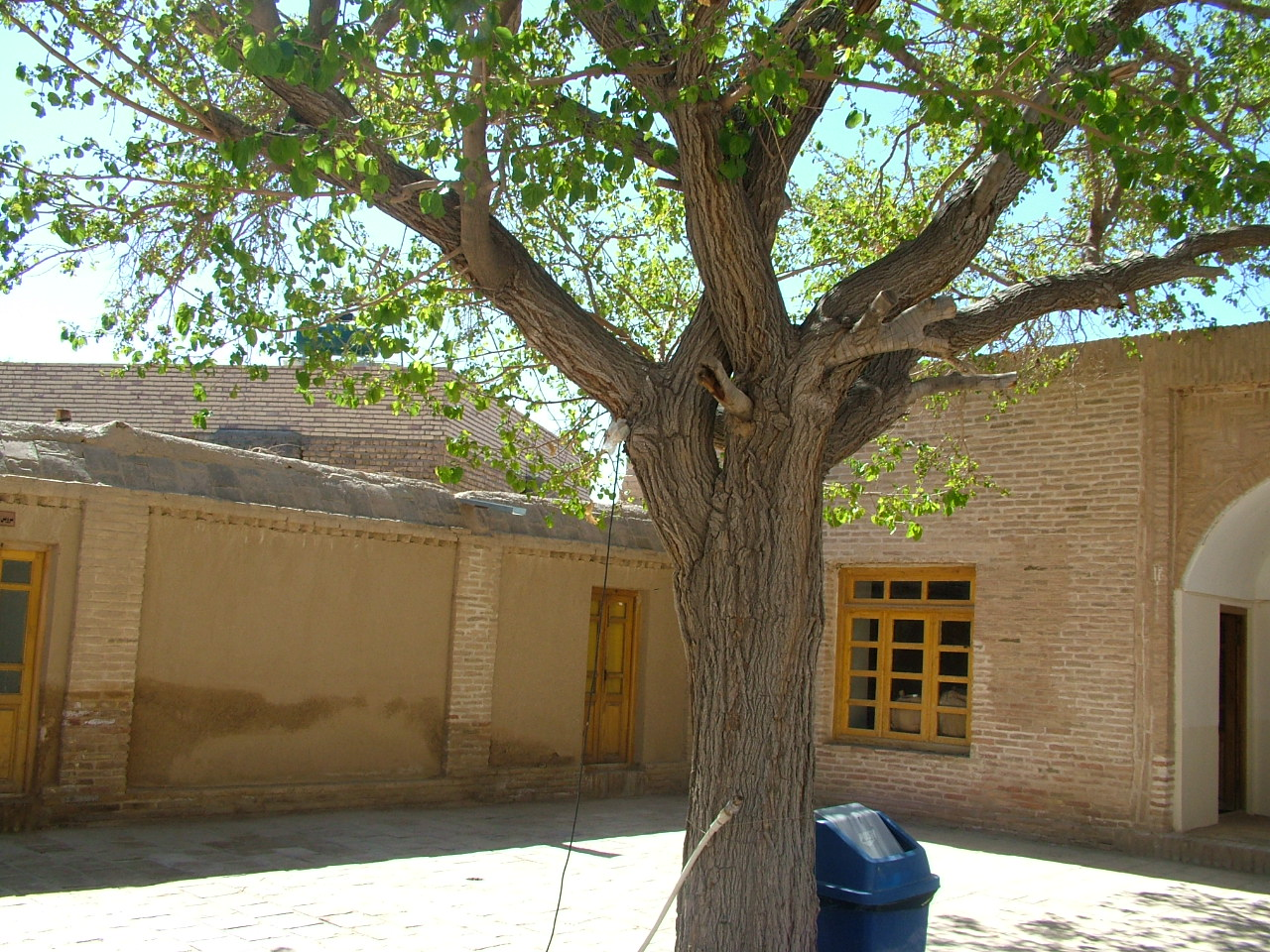
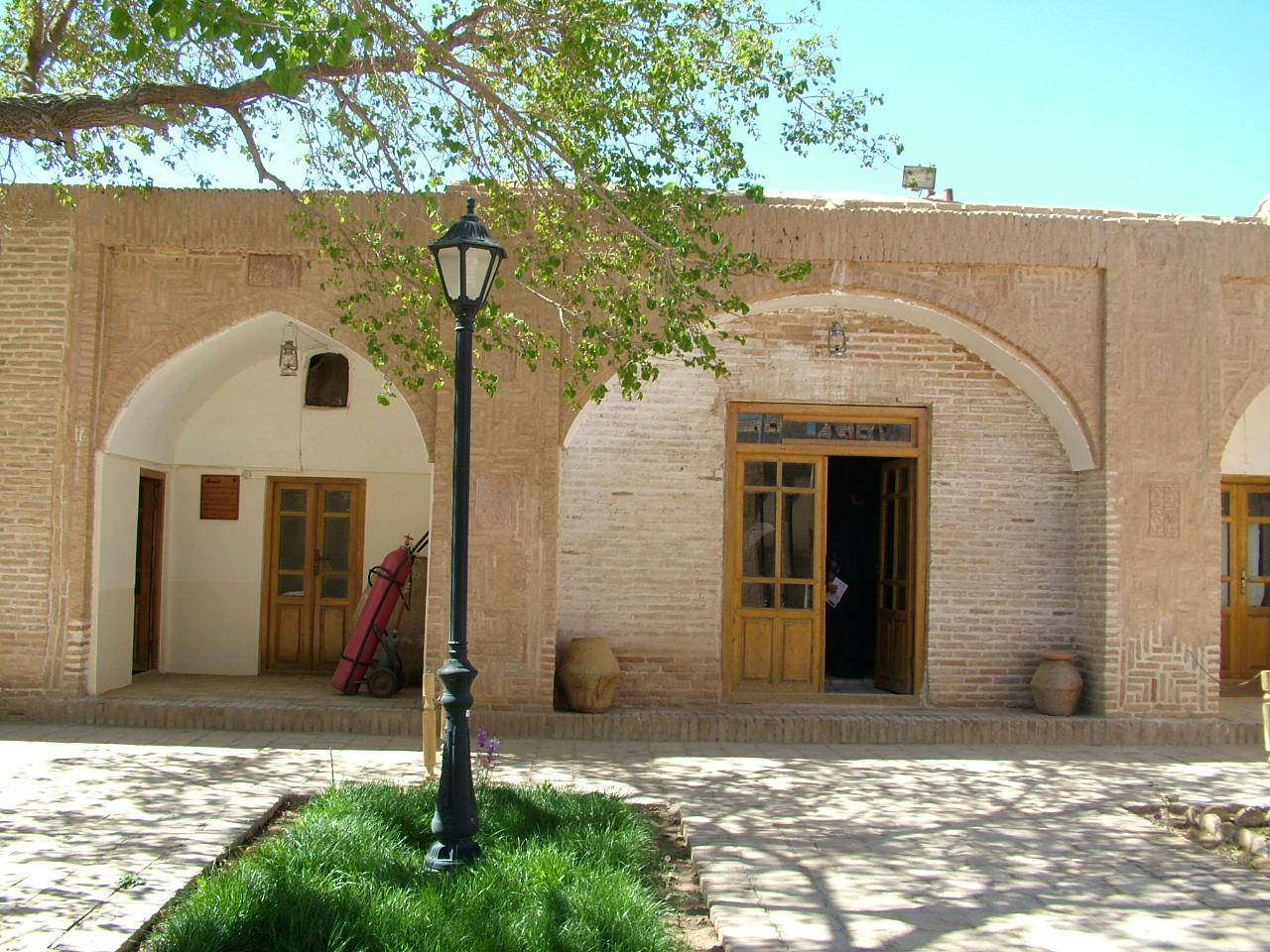
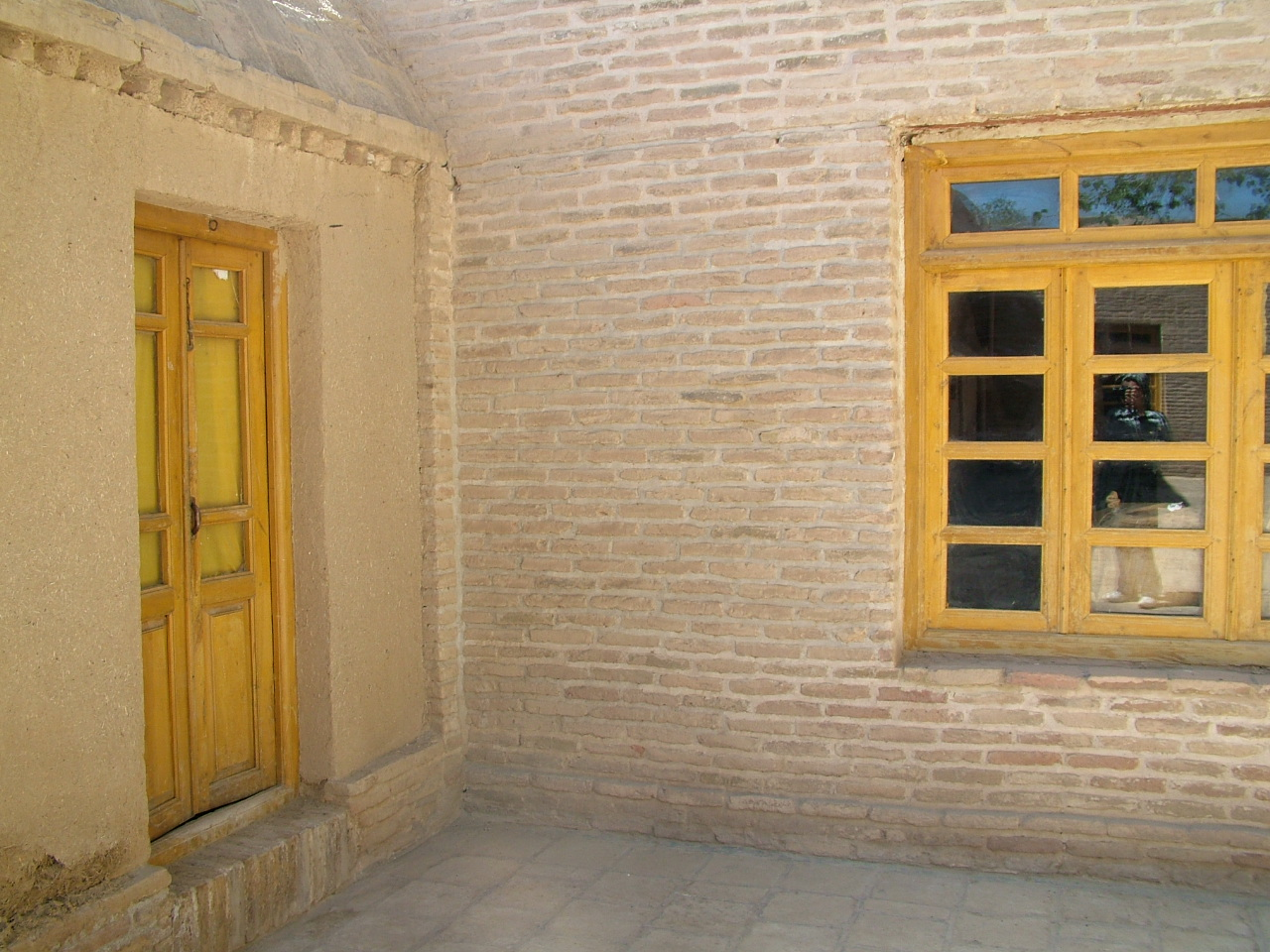
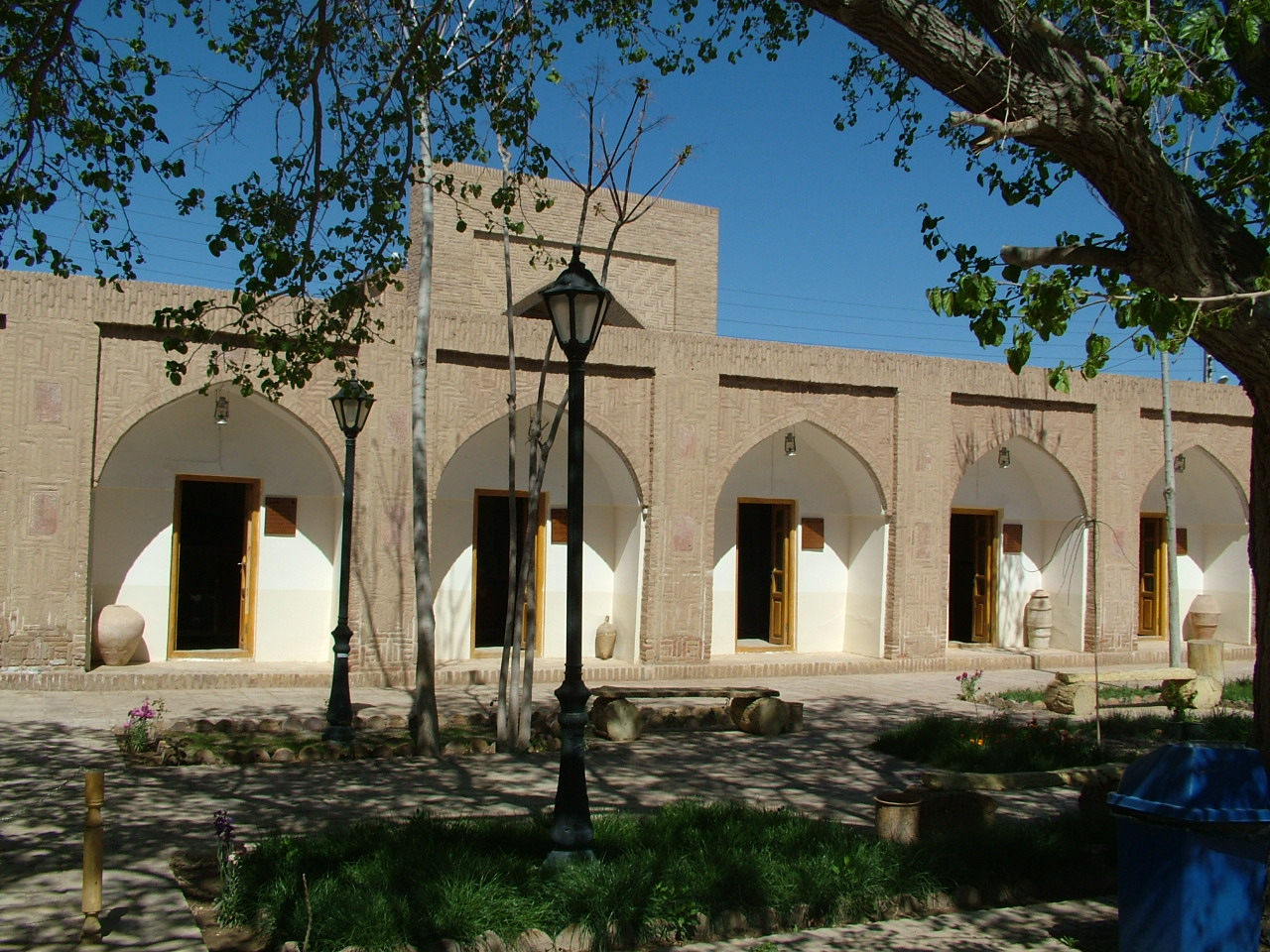
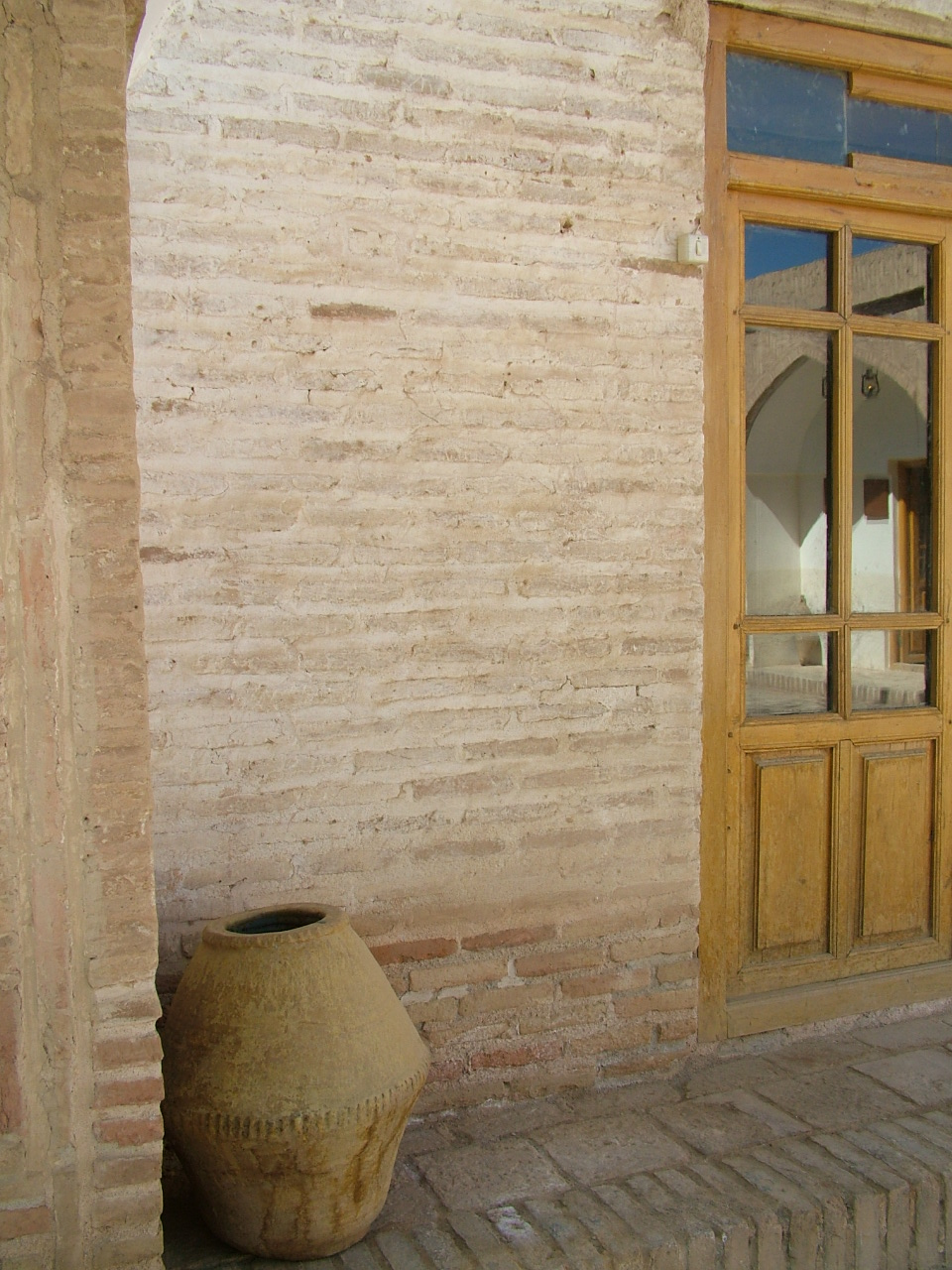
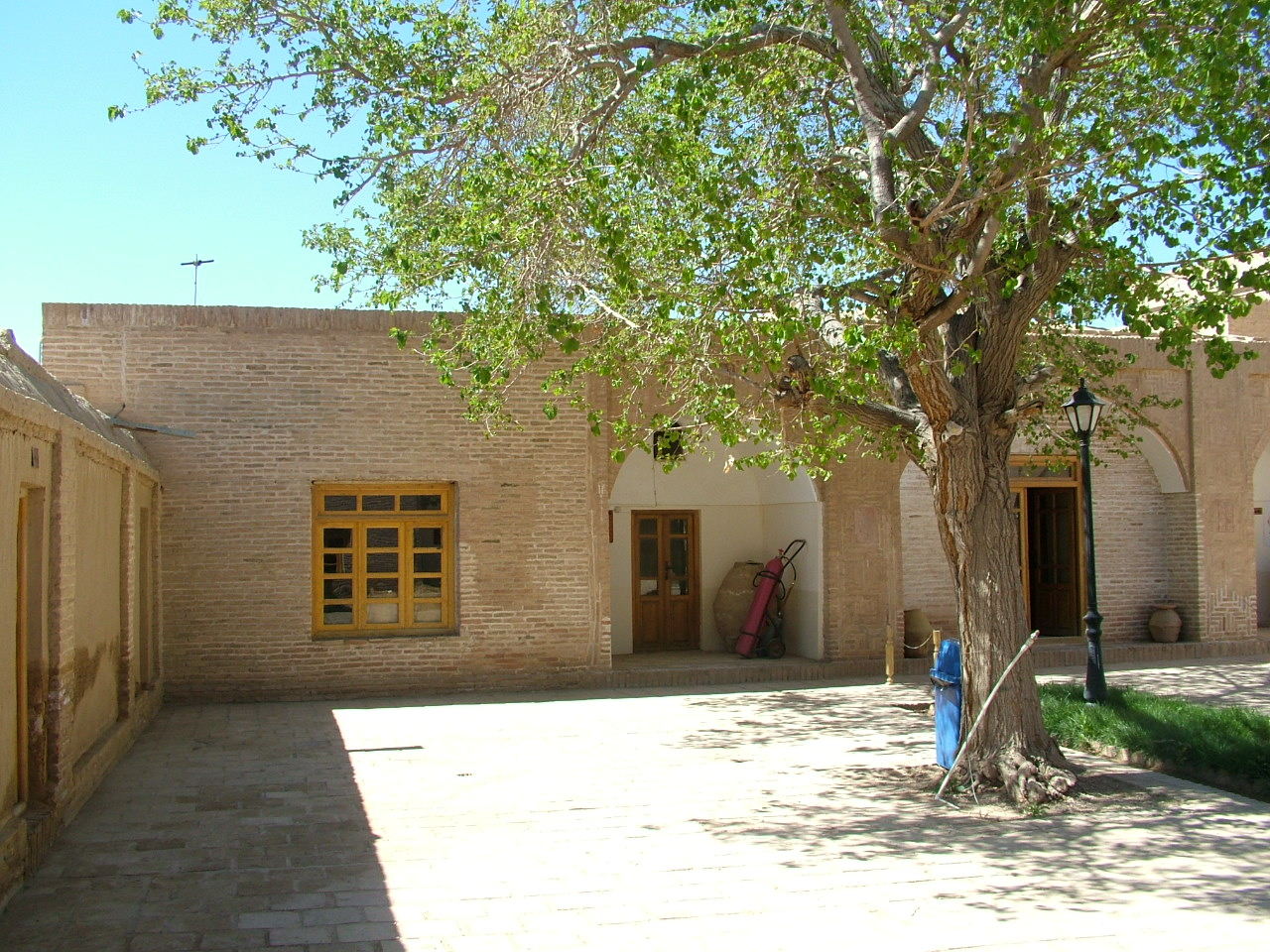
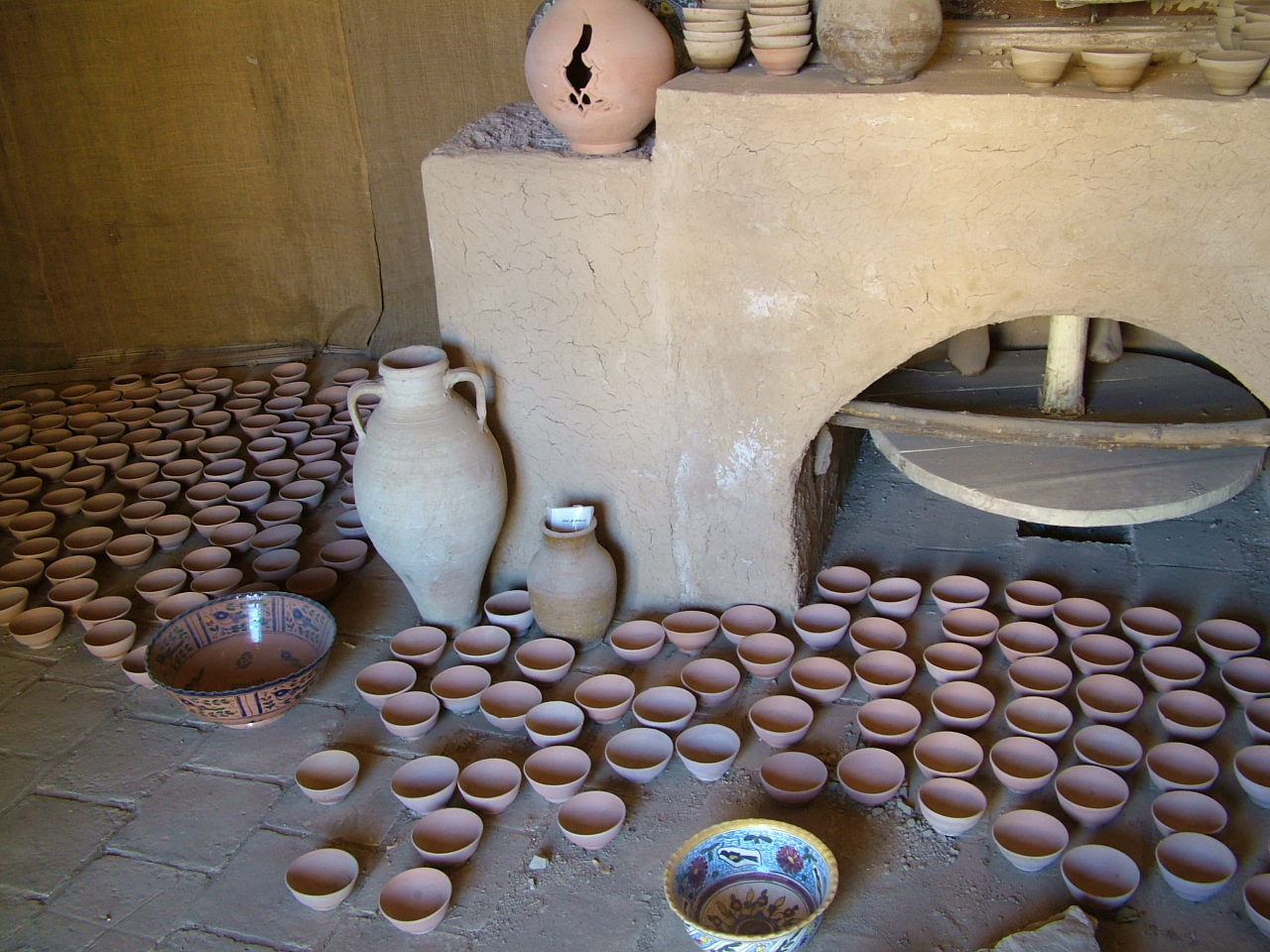
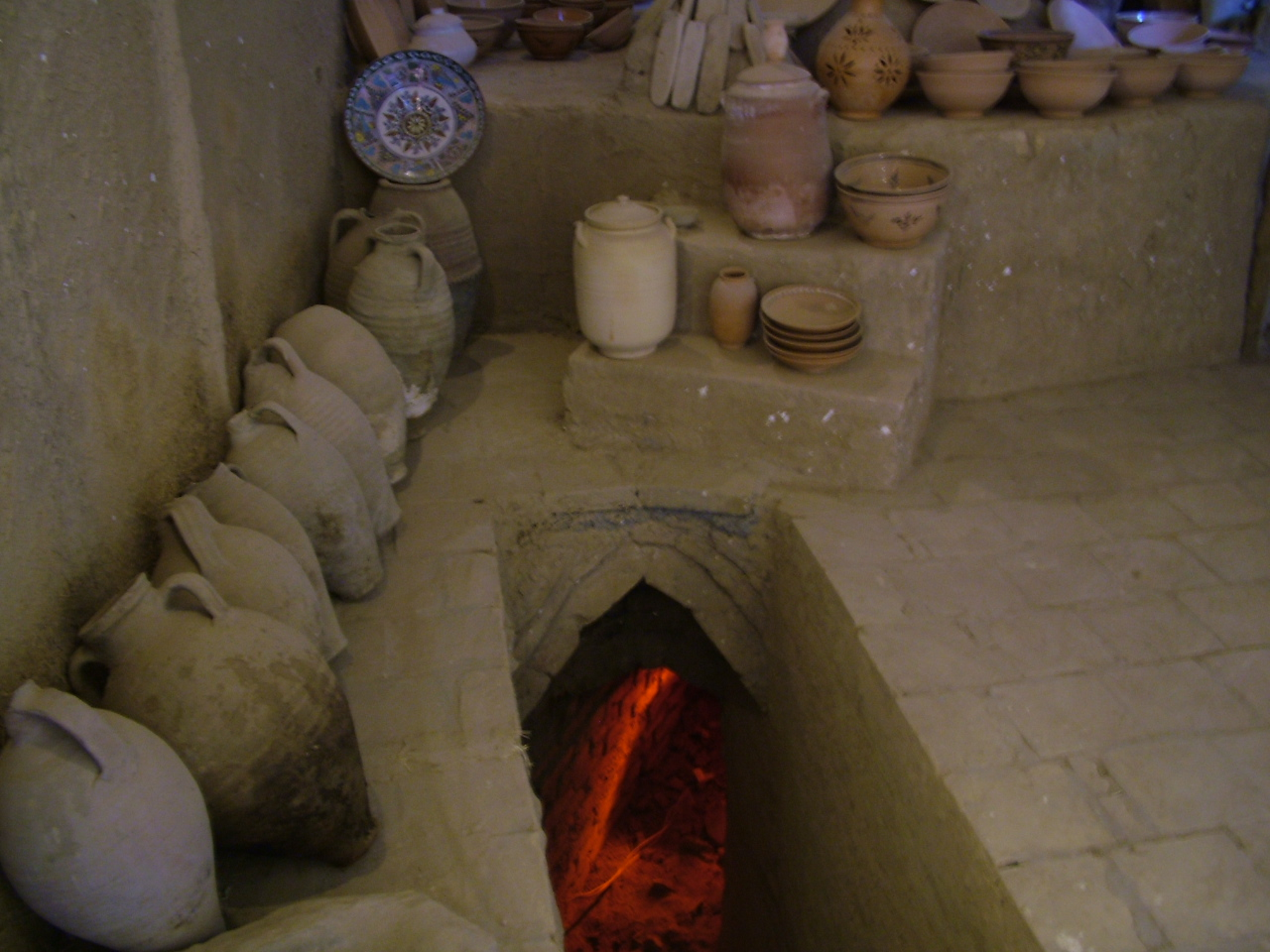
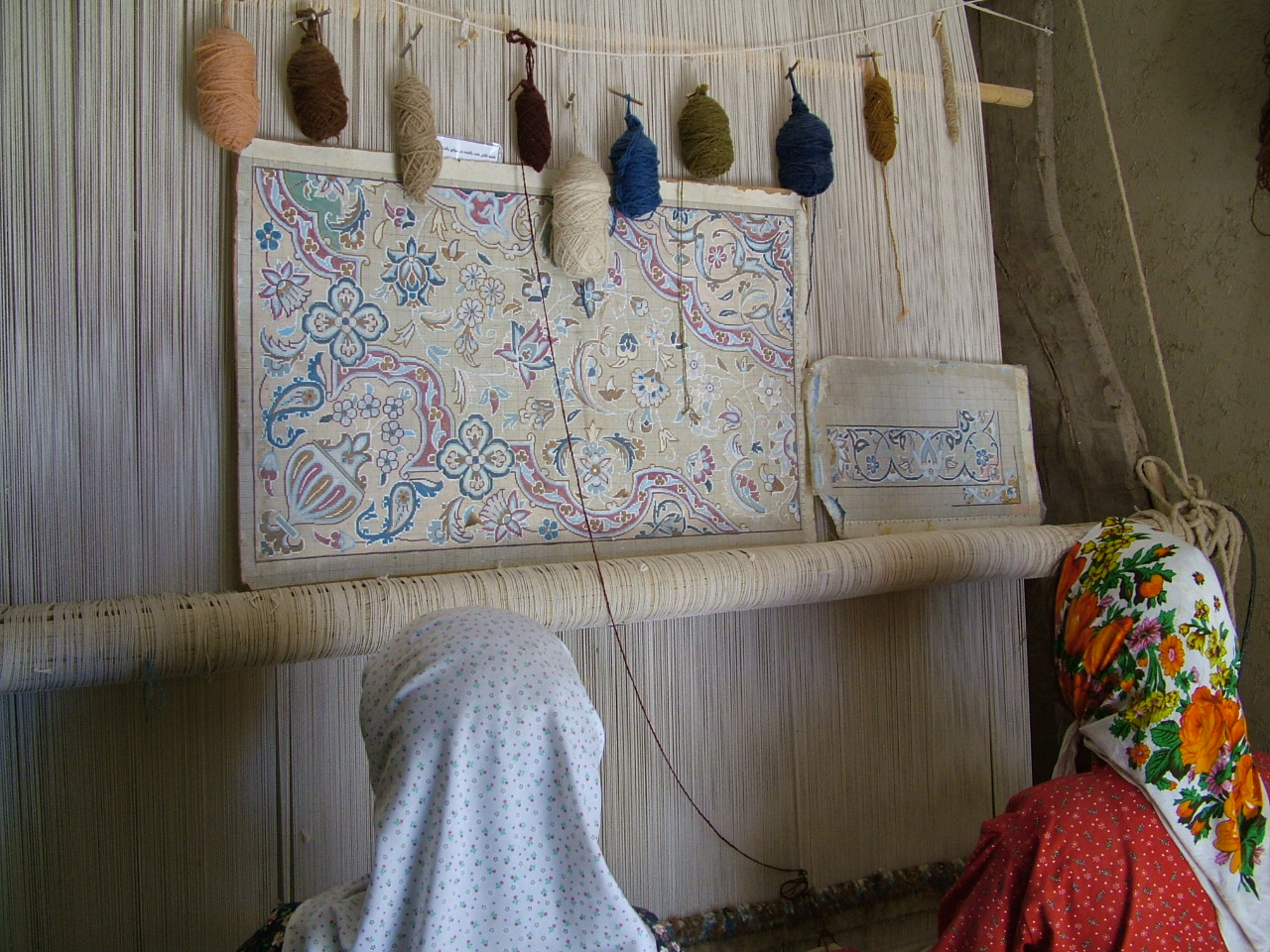
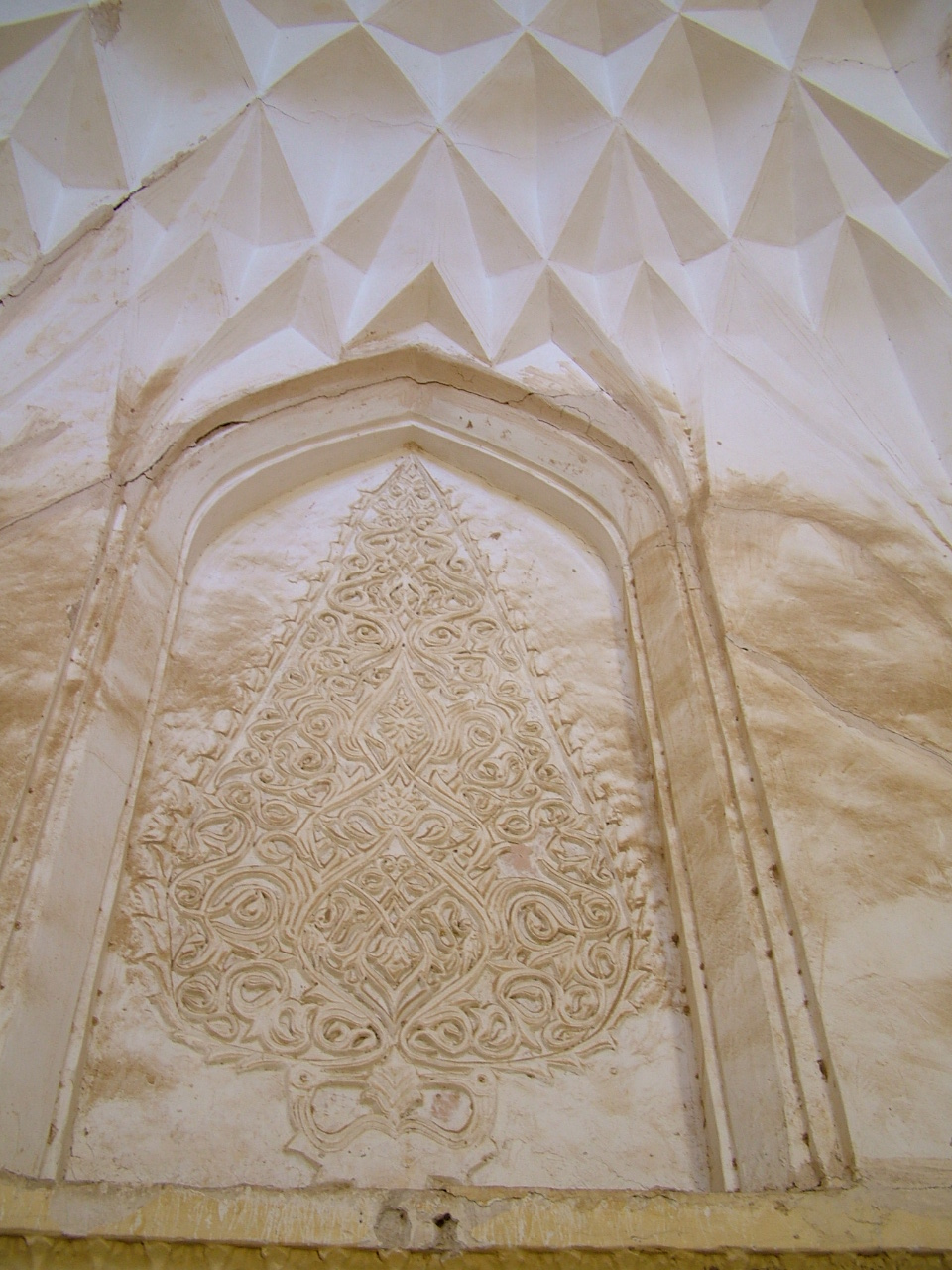
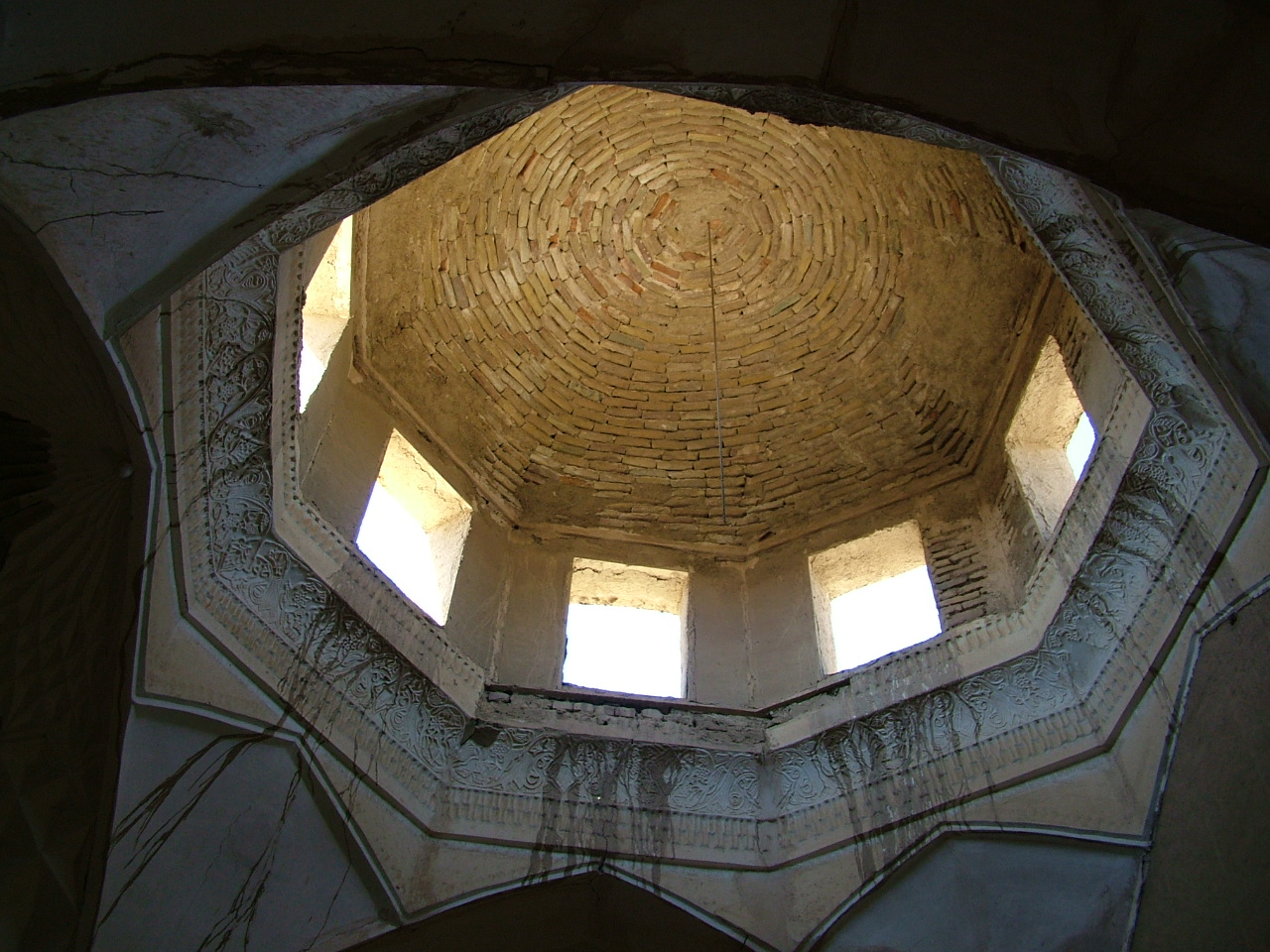
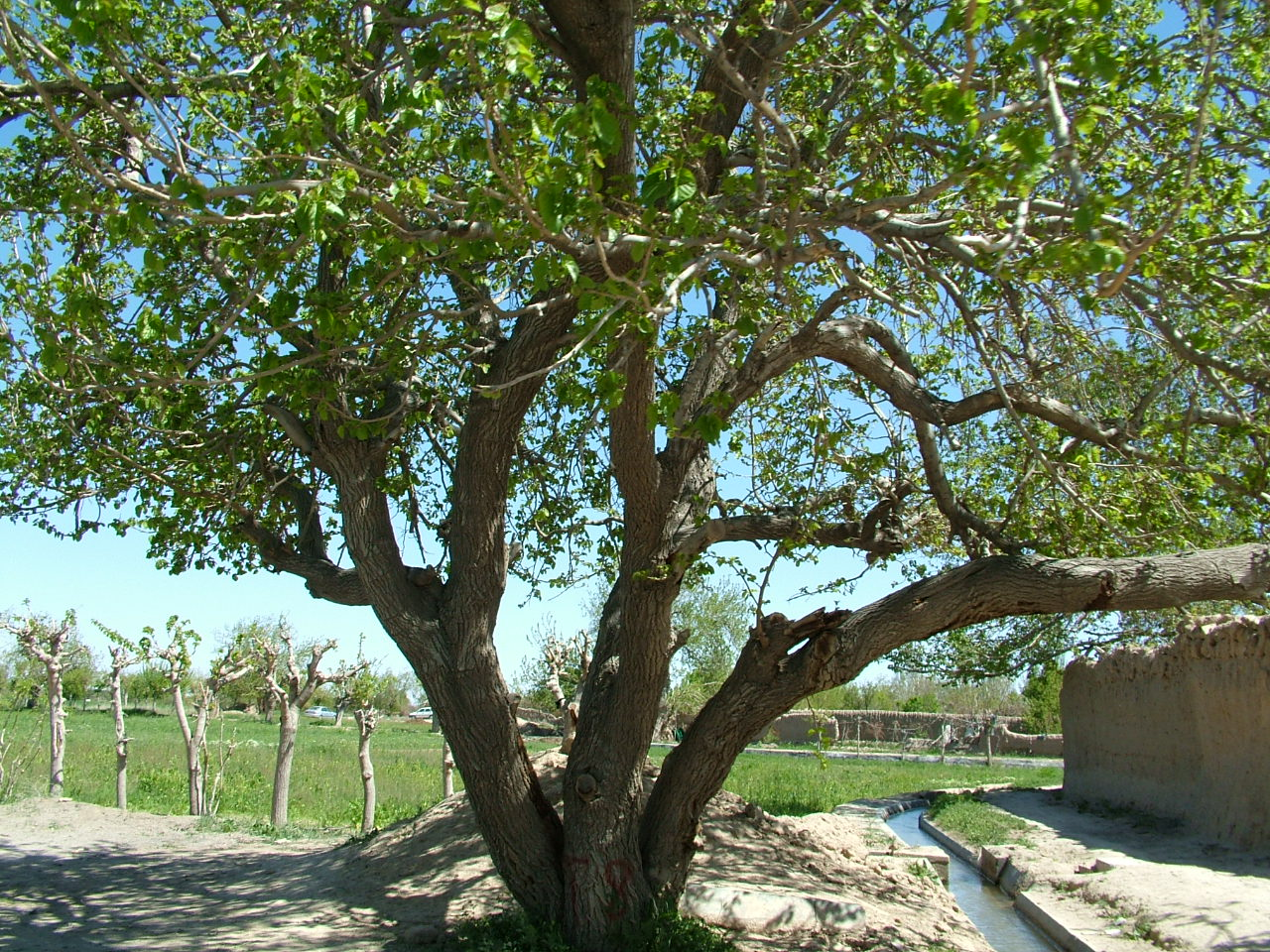
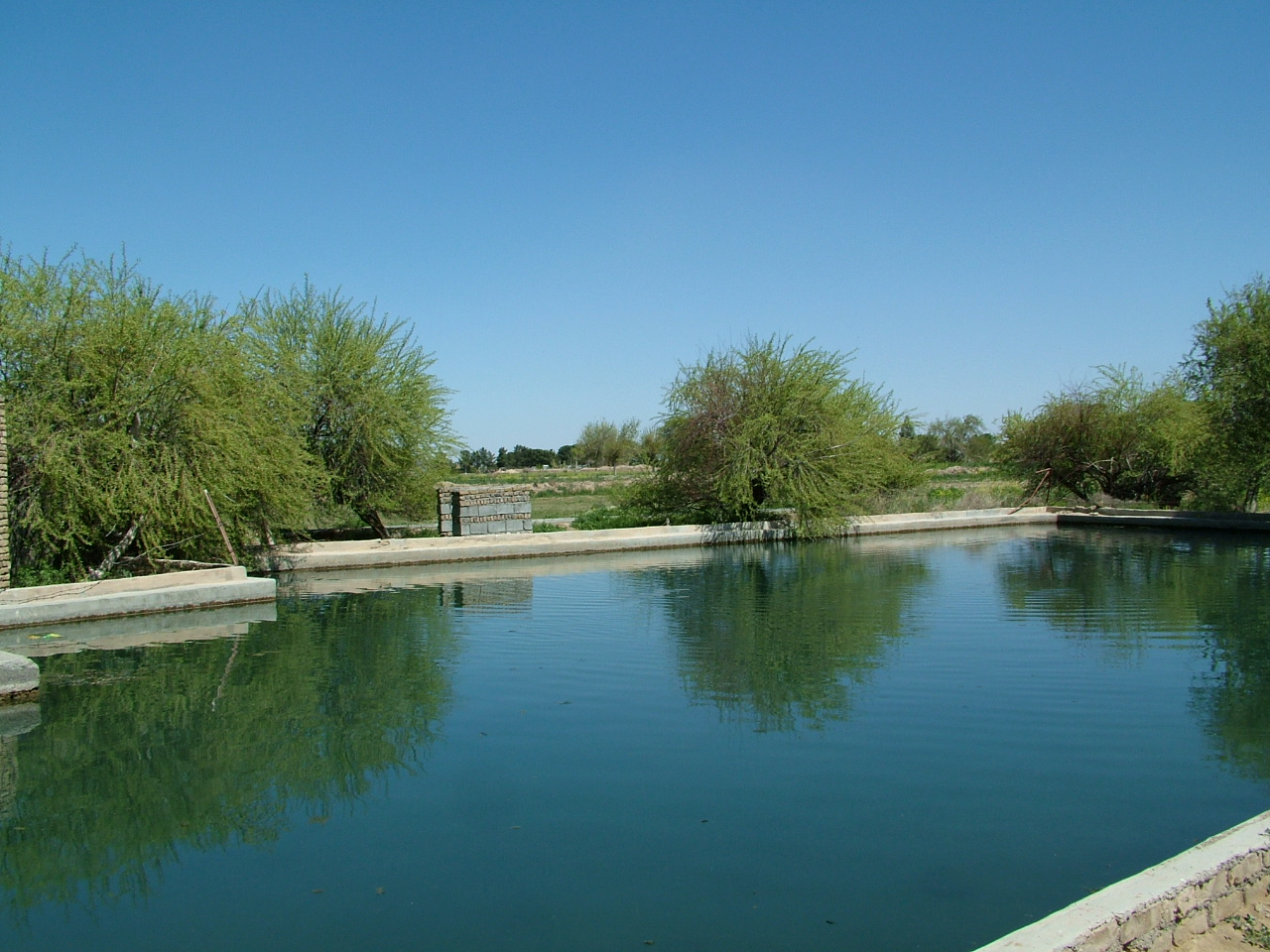
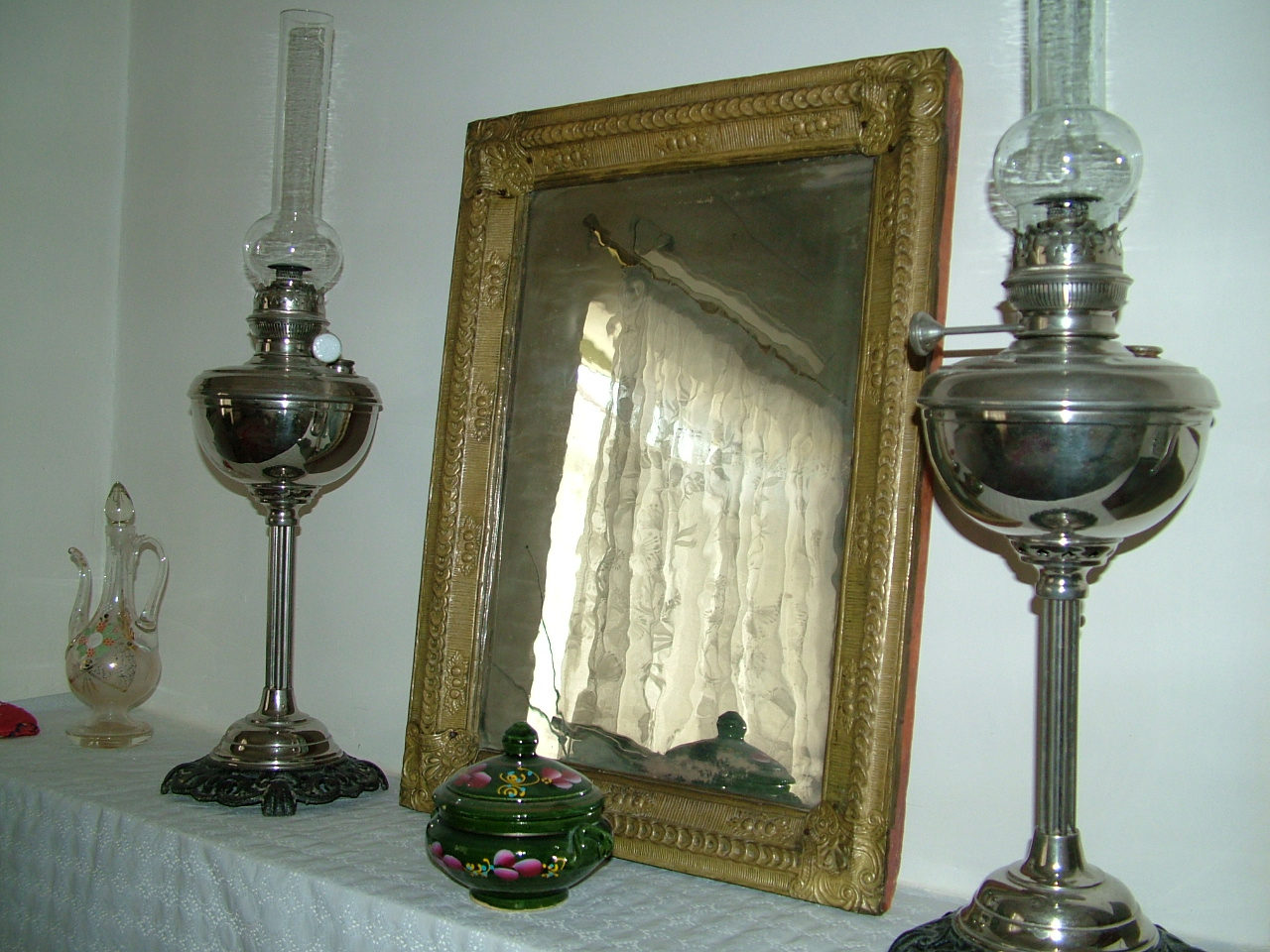